# John Finnis
John Mitchell Finnis (Adelaide, 28 luglio 1940) è un filosofo e giurista australiano, considerato tra i principali esponenti del giusnaturalismo neoclassico.

## Biografia
John Finnis nacque ad Adelaide il 28 giugno 1940. Figlio di Maurice Meredith Steriker Finnis, professore associato di filosofia all'Università di Adelaide, e di Margaret Crawford, ricercatrice e pubblica funzionaria, egli si laureò in giurisprudenza all'Università di Adelaide nel 1961 e conseguì il dottorato di ricerca nel 1965 presso l'Università di Oxford, con una tesi sul concetto di potere giudiziario nel diritto australiano. Fino all'età di quattordici anni egli si professava non credente e solo successivamente, seguendo l'esempio del padre, divenne anglicano, convertendosi infine alla religione cattolica nel 1962. Assunto come professore di filosofia del diritto all'Università di Oxford nel 1980, egli ha trascorso la maggior parte della sua carriera accademica in questa istituzione fino al suo pensionamento nel 2010.. Sotto la sua supervisione, nel 2004 il futuro giudice della Corte Suprema degli Stati Uniti d'America Neil Gorsuch conseguì il dottorato di ricerca presso l'Università di Oxford, con una tesi sulla disciplina dell'eutanasia e il suicidio assistito nel diritto americano.  A causa delle sue posizioni etiche su questioni come l'aborto e i diritti delle persone omosessuali, l'influenza di Finnis sull'allievo costituì un importante argomento di discussione durante le audizioni di conferma di Neil Gorsuch al Senato degli Stati Uniti nel 2017. In tale occasione, pur riconoscendo l'importanza degli insegnamenti di Finnis per la sua formazione giuridica, Gorsuch ha negato di condividere completamente le posizioni del suo maestro.

## Pensiero
John Finnis ha elaborato la sua teoria del diritto naturale a partire dalle riflessioni di San Tommaso d'Aquino, di cui fu un importante studioso. Insieme a Germain Grisez e Joseph Boyle, Finnis è considerato uno dei fondatori della teoria giusnaturalistica neoclassica, che unisce la tradizione tomista alla filosofia analitica. In particolare, Finnis è fautore un'interpretazione del primo principio della ragione pratica formulato dall'Aquinate (ossia, il noto «bonum est faciendum et prosequendum et malum vitandum»), che si pone in aperta opposizione a quella sostenuta dai neoscolastici. Nel libro Natural Law and Natural Rights (1980), considerato uno dei testi di filosofia del diritto più influenti del Novecento, Finnis si esprime in questi termini:
«[t]ra le forme fondamentali di bene che non abbiamo motivo di lasciare da parte c’è quella della ragionevolezza pratica, a cui partecipiamo precisamente nel dar forma alla nostra partecipazione agli altri beni fondamentali, orientando gli impegni, la scelta fra i progetti e ciò che facciamo per condurli a termine. I princìpi che esprimono i fini generali della vita umana non acquistano ciò che oggi verrebbe chiamata forza «morale» finché non sono applicati ad ambiti definiti di progetti, disposizioni o azioni, o a progetti, disposizioni o azioni particolari. Come essi debbano esservi applicati è il problema della ragionevolezza pratica».
Finnis sostiene che non sia possibile dedurre prescrizioni di valore per l'agire umano da premesse puramente descrittive quali quelle offerte dall'antropologia e dalla metafisica, come invece pretendevano di fare i neoscolastici (e in particolare, Jacques Maritain). Finnis, seguendo una prospettiva aristotelica, identifica sette beni che, nel loro insieme, rappresentano le forme basilari di realizzazione umana («basic forms of human flourishing»), e che costituiscono la base di ogni valutazione moralmente significativa della condotta umana: la vita, la conoscenza, il gioco, l'esperienza estetica, l'amicizia, la ragionevolezza pratica e la religione. Egli non nega che accanto a questi sette beni fondamentali ne esistano innumerevoli altri; tuttavia, un'analisi attenta rivelerà che questi altri obiettivi e forme di bene sono semplicemente modi, o combinazioni di modi, per perseguire (non sempre in modo sagace) e realizzare (non sempre con successo) uno dei sette beni fondamentali o una loro combinazione. Secondo Finnis, la società dovrebbe essere strutturata in modo tale da garantire il perseguimento della realizzazione umana («human flourishing») attraverso la protezione giuridica e politica dei sette beni fondamentali.
Nell'opera Moral Absolutes: Tradition, Revision and Truth (1991), Finnis sviluppa ulteriormente questo pensiero teorizzando l'esistenza di «assoluti morali» inderogabili. Questi assoluti morali sono rappresentati dalle norme che vietano l'aborto, l'infanticidio, il suicidio, l'adulterio, la contraccezione, gli atti omosessuali, il furto e la menzogna. Secondo Finnis, la tutela di queste norme inderogabili consente il perseguimento del bene comune, che a sua volta è rappresentato dalla realizzazione umana. L'obiettivo della legge positiva dovrebbe, dunque, essere quello di garantire il perseguimento del bene comune, e il rispetto di questi "assoluti morali" diviene in questo modo un criterio per valutare la validità del diritto positivo.

## Opere principali
- Natural Law and Natural Rights (Oxford University Press, Clarendon Law Series, 1980, 9th impression 1996)
- Fundamentals of Ethics (Oxford University Press & Georgetown UP, 1983)
- Nuclear Deterrence, Morality, and Realism (Oxford University Press, 1987)
- Moral Absolutes: Tradition, Revision and Truth (CUAP, 1991)
- Aquinas: Moral, Political, and Legal Theory (Oxford University Press, 1998).